# والتر بيانكي
والتر بيانكي (بالإيطالية: Walter Bianchi) (و. 1963 – م) هو لاعب كرة قدم، من إيطاليا، ولد في أراو.